# Loening Model 23
El Loening S-1 Flying Yacht, también llamado Loening Model 23, fue uno de los primeros hidroaviones ligeros monoplanos, diseñado en los Estados Unidos por Grover Loening a principios de los años 20 del siglo XX. El avión ganó el Trofeo Collier de 1921.

## Diseño y desarrollo
Era un monoplano de ala alta, arriostrada mediante soportes, con el motor montado a estilo propulsor, en una góndola encima de ella. La cabina era semicerrada, con ventanas laterales pero sin techo, y estaba localizada inmediatamente delante del ala. Fue equipado con colas dobles, llevando un estabilizador común en una posición alta. La construcción era poco usual, ya que en vez de estar el casco de hidrocanoa integrado en el fuselaje, el del Model 23 era un gran flotador separado, montado directamente debajo del fuselaje que era una estructura separada. La intención era combinar la seguridad de un diseño de hidroavión con la baja resistencia parásita de un hidrocanoa convencional. Grover Loening fue premiado con el Trofeo Aero Club of America por el diseño. El depósito de combustible estaba localizado bajo el asiento trasero del pasajero. El prototipo fue probado con un nuevo mecanismo de control del alabeo para reemplazar los alerones, usando un pequeño borde de ataque que se extendía y se retraía por fuera de las puntas alares.

## Historia operacional
Tres de los Air Yacht fueron comprados por el New York-Newport Air Service, y nueve por el Servicio Aéreo del Ejército de los Estados Unidos, que los operó bajo la designación S-1.
El S-1 fue el segundo hidroavión en configuración monoplano en entrar en producción. Era uno de los hidroaviones más rápidos en producción en 1921. El S-1 estableció un récord mundial para hidroaviones de 227 km/h en 1921, ganando el Trofeo Collier de ese año.
En un vuelo de pruebas realizado el 16 de agosto de 1921, un Air Yacht pilotado por David McCullock alcanzó una altitud de 19 500 pies (5900 m) llevando tres pasajeros (Grover Loening, Leroy Grumman y Ladislas d'Orcy) en lo que se cree que fue un récord para la época. El 7 de noviembre de 1924, Victor E. Bertrandias estableció un récord mundial de velocidad para hidroaviones sobre un circuito de 1000 km, con una velocidad de 164 km/h, en un S-1 del Ejército.

## Variantes
S-1
Designación del Ejército de los Estados Unidos, nueve construidos.
Model 23
Tres entregados al New York-Newport Air Service y volados hasta 1923.
Type 23
Un Type 23 personalizado fue ordenado por Vincent Astor y una segunda variante con motor Curtiss de 298 kW (400 hp) también fue ordenada.
Custom 300 hp
Wright Aeronautical ordenó una variante con motor Wright de 224 kW (300 hp) como avión corporativo, llamado "Wilbur Wright".

## Operadores
Estados Unidos
- New York-Newport Air Service
- Servicio Aéreo del Ejército de los Estados Unidos

## Especificaciones (S-1)

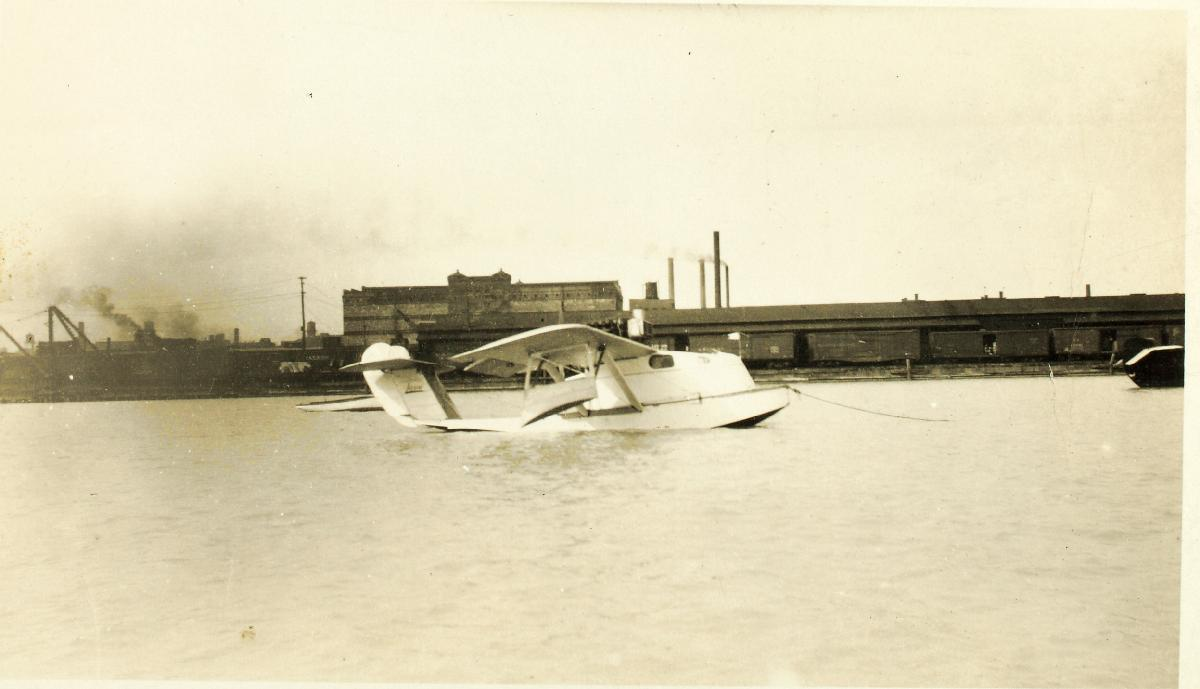
Un Air Yacht civil.

Referencia datos: American Flying Boats and Amphibious Aircraft: An Illustrated History;

### Características generales
- Tripulación: Uno (piloto)
- Capacidad: 4 pasajeros
- Longitud: 9,1 m (29,9 ft)
- Envergadura: 13,7 m (44,9 ft)
- Altura: 2,4 m (7,9 ft)
- Superficie alar: 30,7 m² (330,5 ft²)
- Peso vacío: 997,9 kg (2199,4 lb)
- Peso cargado: 1610,3 kg (3549,1 lb)
- Planta motriz: 1× motor lineal V-12 refrigerado por agua Liberty L-12.
  - Potencia: 298 kW (411 HP; 405 CV)
- Hélices: Hartzell

### Rendimiento
- Velocidad máxima operativa (Vno): 227 km/h (141 MPH; 123 kt)
- Velocidad crucero (Vc): 177 km/h (110 MPH; 96 kt)
- Techo de vuelo: 5944 m (19 500 ft)
- Régimen de ascenso: 5,2 m/s (1024 ft/min)
- Carga alar:  10,7 lb/pie²
- Tiempo en altitud: 10' a 2895,6 m (9500 pies)

## Aeronaves relacionadas

### Aeronaves similares
- Spencer Air Car
- Republic Seabee
- Kirkham Air Yacht

### Secuencias de designación
- Secuencia S-_ (Hidroaviones del USAAS, 1919-24): S-1